# Зеркальный скат
Зеркальный скат (лат. Raja miraletus) — вид хрящевых рыб семейства ромбовых скатов отряда скатообразных. Обитают в субтропических водах восточной части Атлантического океана между 44° с. ш. и 35 ° ю. ш. Встречаются на глубине до 530 м. Их крупные, уплощённые грудные плавники образуют диск в виде ромба округлым рылом. Максимальная зарегистрированная длина 63 см. Откладывают яйца. Не являются объектом целевого промысла.

## Таксономия
Впервые вид был научно описан в 1758 году. Видовой эпитет происходит от фр. mirallet — «зеркало».

## Ареал
Эти демерсальные скаты распространены в восточной Атлантике, в том числе в Средиземном море, и западной части Индийского океана. Вероятно, существуют две изолированные популяции. Эти скаты обитают в водах Анголы, Кении, Намибии, Португалии и ЮАР. Встречаются на континентальном шельфе на глубине до 530 м, в основном между 50 и 150 м. Предпочитают песчаное дно.

## Описание
Широкие и плоские грудные плавники этих скатов образуют диск в виде ромба со слегка выступающим кончиком рыла и закруглёнными краями. На вентральной стороне диска расположены 5 жаберных щелей, ноздри и рот. На длинном хвосте имеются латеральные складки.  Рыло короткое и притуплённое. Дорсальная поверхность диска покрыта шипами только у молодых скатов, у взрослых  обе стороны почти гладкие. Окраска дорсальной поверхности от коричневато-красного до цвета охры с тёмными пятнышками. Вентральная поверхность белая. В центре каждого грудного плавника имеется отметина в виде «глазка»  голубым центром с синей и оранжевой окантовкой. 
Максимальная зарегистрированная длина 63 см.

## Биология
Подобно прочим ромбовым эти скаты откладывают яйца, заключённые в жёсткую роговую капсулу с жёсткими роговыми выступами на концах. Длина капсулы 4,2—4,6 см, ширина 2,7—2,9 см. Эмбрионы питаются исключительно желтком. Молодые скаты имеют тенденцию следовать за крупными объектами, напоминающими их мать. Ежегодная плодовитость самок оценивается в 40—72 яиц.  Самки откладывают яйца круглый год, пик наблюдается весной. В Средиземном море длина новорожденных 10—11 см. Самцы и самки достигают половой зрелости при длине 36—40 см и  39—44 см соответственно в возрасте 2—3 года. Продолжительность жизни оценивается в 10 лет. Рацион состоит из десятиногих, мизид, костистых рыб, головоногих, бокоплавов и полихет. 
На этих скатах паразитируют цестоды Parachristianella duadecacantha, Grillotia erinaceus, Echinobothrium yiae и Echinobothrium sp. и т. д. .

## Взаимодействие с человеком
Эти скаты не является объектом целевого промысла. Попадаются в качестве прилова, мясо употребляют в пищу. Международный союз охраны природы оценил охранный статус вида как «Вызывающий наименьшие опасения».